# Tošija Momose
Tošija Momose (* 12. října 1968, Tokio) je japonský fotograf. Vystudoval Vysokou uměleckou školu na univerzitě Kjúšú Sangjó.

## Životopis
Fotografuje městské krajiny po celém světě. Svá díla vystavoval v New Yorku, Tokiu, Šanghaji, Istanbulu, Buenos Aires a Havaně. S tématem „prázdné krajiny“, která se ve městě nacházejí, vytváří díla s konzistentním postojem. V roce 2002 obdržel 21. Cenu Kena Domona za fotoknihu Tokio = Šanghai. Krása a ticho neobydleného Tokia. Šanghaj je plná napětí a energie. Čistý vzhled těchto měst je vyjádřen v dílech s jasnými, bledými a hlubokými barvami.
V současné době také vyučuje na katedře fotografie Fakulty umění Kjušu Sangjo University.

## Výstavy
- 1994 „SILENT CITY“ Salon Ginza Nikon
- 1996 "Americký jihozápad" Salon Ginza Nikon
- 1997 "Hyper Real Tokio" Šindžuku Konica Plaza
- 1998 "VÝCHOD=ZÁPAD" Věž parku Šindžuku
- 1999 "Grand Šanghai" Šindžuku Konica Plaza
- 2001 "Crosscity - Istanbul" Šindžuku Nikon Salon
- 2002 "Tokio=Šanghai" Salon Ginza Nikon
- 2004 "Concerto Buenos Aires" Konica Minolta Plaza
- 2006 „NEVER LAND MY HAVANA“ Konica Minolta Plaza
- 2009 "India View" Tokio Metropolitan Museum of Photography ~Cestovatelská výstava~
- 2012 „Konec země sever×jih“ Konica Minolta Plaza

## Publikace
- Fotokniha VÝCHOD=ZÁPAD Nišinihon Šimbunša
- Kolekce fotografií Tokio = Šanghai Nišinippon Šimbun
- Fotoalbum Concerto Istanbul - Buenos Aires Window Company
- Fotokniha Never land-My Havana window company
- Sbírka fotografií Indie Sightseeing Company
- Fotokniha Konec země Sever x Jih Madoša

## Ocenění
- 1996 obdržel 7. cenu Konica Photography Encouragement Award (Konica Imaging Science Promotion Foundation)
- 2000 Japonská fotografická společnost Newcomer Award
- 2002 21. cena Kena Domona (Mainichi Šimbun)
- Kulturní cena prefektury Fukuoka 2009 (prefektura Fukuoka)
- Kulturní cena města Fukuoka 2020